# Megalospora
Megalospora is een geslacht van korstmossen behorend tot de familie Megalosporaceae. De typesoort is Megalospora sulphurata.

## Soorten
Volgens Index Fungorum bevat het geslacht 81 soorten (peildatum november 2021)
| Soortnaam                    | Auteur(s)                      | Publicatiejaar |
| ---------------------------- | ------------------------------ | -------------- |
| Megalospora admixta          | (Nyl.) Sipman                  | 1986           |
| Megalospora albescens        | Sipman                         | 1983           |
| Megalospora albomarginata    | Untari                         | 2006           |
| Megalospora alpina           | Arnold                         | 1875           |
| Megalospora atrorubricans    | (Nyl.) Zahlbr.                 | 1926           |
| Megalospora australiensis    | (Müll. Arg.) Sipman            | 1983           |
| Megalospora austropacifica   | Lumbsch, Naikatini & Lücking   | 2011           |
| Megalospora bartlettii       | Sipman                         | 1983           |
| Megalospora biclipea         | (Shirley) Zahlbr.              | 1926           |
| Megalospora bicolorata       | (Vain.) Zahlbr.                | 1926           |
| Megalospora caraibica        | Lücking                        | 2007           |
| Megalospora carneoroseola    | B. de Lesd.                    | 1914           |
| Megalospora castanocarpa     | A.L. Sm.                       | 1922           |
| Megalospora clandestina      | Kantvilas                      | 2018           |
| Megalospora coccodes         | (Bél.) Sipman                  | 1983           |
| Megalospora cummingsiae      | Riddle                         | 1912           |
| Megalospora dichroma         | (Fée) Zahlbr.                  | 1926           |
| Megalospora dimota           | Malme                          | 1923           |
| Megalospora disjuncta        | Sipman                         | 1986           |
| Megalospora duplicella       | (Nyl.) H. Olivier              | 1911           |
| Megalospora flavidula        | Groenh.                        | 1954           |
| Megalospora flavoexcipulata  | Untari                         | 2006           |
| Megalospora foersteri        | Kalb                           | 1990           |
| Megalospora galactocarpa     | (Zahlbr.) Elix                 | 2009           |
| Megalospora galapagoensis    | Bungartz, Ziemmeck & Lücking   | 2011           |
| Megalospora glaucescens      | (Nyl.) Zahlbr.                 | 1926           |
| Megalospora gompholoma       | (Müll. Arg.) C.W. Dodge        | 1971           |
| Megalospora granulans        | Sipman                         | 1983           |
| Megalospora halei            | Sipman                         | 1983           |
| Megalospora hillii           | Sipman                         | 1983           |
| Megalospora ikomae           | (Yasuda ex Räsänen) M. Satô    | 1943           |
| Megalospora imshaugii        | Lücking                        | 2007           |
| Megalospora inflexa          | (C. Knight) Sipman             | 1983           |
| Megalospora jamaicensis      | Riddle                         | 1912           |
| Megalospora javanica         | Untari                         | 2006           |
| Megalospora kabayanensis     | (Vain.) Zahlbr.                | 1926           |
| Megalospora kalbii           | Sipman                         | 1983           |
| Megalospora knightii         | Sipman                         | 1983           |
| Megalospora lividocincta     | (Müll. Arg.) Zahlbr.           | 1926           |
| Megalospora lopadioides      | Sipman                         | 1983           |
| Megalospora lutea            | Flot.                          | 1843           |
| Megalospora maderensis       | (Kremp.) Sipman                | 1983           |
| Megalospora maquilingensis   | (Vain.) Zahlbr.                | 1926           |
| Megalospora marginiflexoides | Asahina                        | 1944           |
| Megalospora megacarpa        | (Nyl.) Malme                   | 1923           |
| Megalospora megaspora        | (Leight.) Zahlbr.              | 1926           |
| Megalospora meizoophthalma   | (Vain.) Zahlbr.                | 1926           |
| Megalospora melanodermia     | (Müll. Arg.) Zahlbr.           | 1926           |
| Megalospora mesoleucodes     | (Nyl.) C.W. Dodge              | 1965           |
| Megalospora microphthalma    | (Vain.) Zahlbr.                | 1926           |
| Megalospora nipponensis      | Asahina                        | 1957           |
| Megalospora occidentalis     | Kantvilas                      | 1994           |
| Megalospora ophthalmocarpa   | (Vain.) Zahlbr.                | 1926           |
| Megalospora pachycheila      | (Tuck.) Sipman                 | 1983           |
| Megalospora pachyloma        | (Müll. Arg.) Zahlbr.           | 1926           |
| Megalospora papillifera      | H. Magn.                       | 1955           |
| Megalospora pauaiensis       | (Vain.) Zahlbr.                | 1926           |
| Megalospora pauciseptata     | (Shirley) Kantvilas & Lumbsch  | 2012           |
| Megalospora porphyritis      | (Tuck.) R.C. Harris            | 1984           |
| Megalospora premneella       | (Müll. Arg.) Zahlbr.           | 1926           |
| Megalospora pruinata         | (Zahlbr.) Sipman               | 1983           |
| Megalospora pulverata        | Kantvilas                      | 1994           |
| Megalospora pupa             | (Sipman) Kantvilas & Lumbsch   | 2012           |
| Megalospora queenslandica    | Sipman                         | 1983           |
| Megalospora reniformis       | (C. Knight ex Shirley) Zahlbr. | 1926           |
| Megalospora simplex          | Vězda                          | 1975           |
| Megalospora stellenboschiana | (Vain.) Zahlbr.                | 1932           |
| Megalospora submarginiflexa  | (Vain.) Zahlbr.                | 1926           |
| Megalospora subsanguinaria   | (Stirt.) Wheldon & A. Wilson   | 1915           |
| Megalospora subtuberculosa   | (C. Knight) Sipman             | 1983           |
| Megalospora subvigilans      | (Müll. Arg.) Zahlbr.           | 1907           |
| Megalospora sulphurata       | Meyen                          | 1843           |
| Megalospora sulphureorufa    | (Nyl.) Riddle                  | 1917           |
| Megalospora tasmanica        | Zahlbr.                        | 1926           |
| Megalospora taylorii         | C.W. Dodge                     | 1971           |
| Megalospora thomensis        | (Nyl.) Sipman                  | 1983           |
| Megalospora thwaitesii       | Malme                          | 1923           |
| Megalospora tuberculosa      | (Fée) Sipman                   | 1983           |
| Megalospora verruculosa      | Makhija & Nagarkar             | 1981           |
| Megalospora vigilans         | (Taylor) Zahlbr.               | 1926           |
| Megalospora weberi           | Sipman                         | 1983           |